# (59358) 1999 CL158
(59358) 1999 CL158 транснептуновый объект, который находится в поясе Койпера. Он был обнаружен группой учёных из обсерватории Мауна-Кеа, Гавайи.

## Неустойчивость
Моделирования Глубокими исследованиями эклиптики (DES) показывают, что этот объект может уйти (вылететь) из Солнечной системы в течение ближайших 10 миллионов лет.